# The O’Jays
The O'Jays — американський музичний гурт з Кантона, штат Огайо. Був заснований в 1958 році.
Прийнятий до Залу слави рок-н-ролу в 2005 році.
Крім того, пісня «Love Train» у виконанні гурту The O'Jays входить до складеного Залою слави рок-н-ролу списоку 500 Songs That Shaped Rock and Roll.

## Дискографія

### Сигнли
Наступні сингли потрапили до двадцятки найкращих у хіт-параді Billboard Hot 100 (США) або UK Singles Chart (Велика Британія).
- 1972: «Back Stabbers[en]» (US #3; UK #14; Canada #39)
- 1973: «Love Train[en]» (US #1; UK #9; Canada #15)
- 1973: «Put Your Hands Together[en]» (US #10)
- 1974: «For the Love of Money[en]» (US #9)
- 1975: «I Love Music[en]» (US #5; UK #13)
- 1976: «Livin' For The Weekend[en]» (US #20)
- 1978: «Use ta Be My Girl[en]» (US #4; UK #12)

### Альбоми
The following albums reached the Top Twenty on the United States Billboard 200 pop albums chart.
- 1972: Back Stabbers[en] (US #10)
- 1973: Ship Ahoy[en] (US #11)
- 1974: The O'Jays Live in London (US #17)
- 1975: Survival[en] (US #11)
- 1975: Family Reunion[en] (US #7)
- 1976: Message in the Music[en] (US #20)
- 1978: So Full of Love[en] (US #6)
- 1979: Identify Yourself[en] (US #16)

### DVD
- The O'Jays Live in Concert (2010)